# Pomiary odległości (archeologia)
Pomiary odległości – na stanowisku archeologicznym wykonywane są za pomocą taśmy mierniczej w poziomie. Przy odmierzaniu odległości między dwoma punktami, taśma musi być trzymana w poziomie. Do wyznaczania horyzontalnej płaszczyzny służy poziomica do której taśma będzie równoległa i dobrze naciągnięta. Wszystkie punkty pomiarowe muszą być wyznaczone precyzyjnie.
W przypadku różnic wysokościowych należy posłużyć się tyczką do której taśma będzie przyłożona na odpowiedniej wysokości. W przypadku większych odległości i różnic w wysokości należy obszar podzielić na mniejsze odcinki.
Znaleziska mogą być lokalizowane za pomocą dwóch sposobów:
- Odmierzanie odległości za pomocą wyznaczonych w terenie przy pomocy sznurka i szpil geodezyjnych i linii siatki pomiarowej.
- Triangulacja, czyli wcięcie liniowe w przód.